# Euptychia vetones
Euptychia vetones är en fjärilsart som beskrevs av Frederick DuCane Godman och Osbert Salvin 1878. Euptychia vetones ingår i släktet Euptychia och familjen praktfjärilar. Inga underarter finns listade i Catalogue of Life.